# Ubume

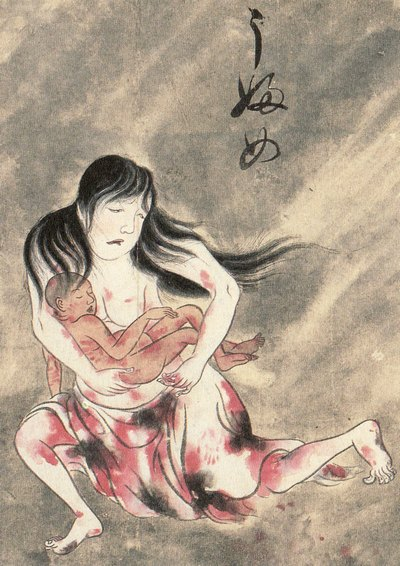
Die Ubume, wie sie in Sawakis Hyakkai Zukan von 1737 erscheint

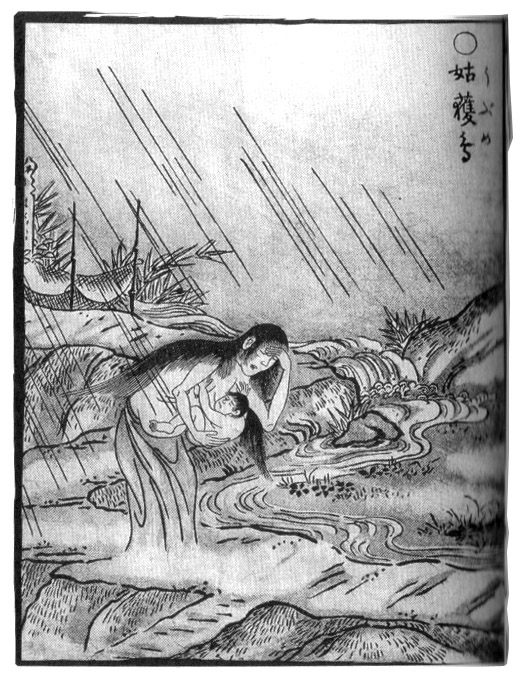
Die Ubume, wie sie in Sekiens Gazu Hyakki Yagyō von 1776 dargestellt wird

Die Ubume (産女; „Gebärende Frau“, „Entbindungsfrau“ oder „Mutterschaftsfrau“) ist ein Wesen der japanischen Folklore aus der Gruppe der Yōkai und der Yūrei. Es soll sich um den unglücklichen Geist einer Frau handeln, die während der Schwangerschaft oder Geburt ihres Kindes starb. Ihr wird ein ambivalenter Charakter nachgesagt und in manchen ländlichen Gegenden ist sie als Kinder raubende Hexe gefürchtet.

## Beschreibung
Die Ubume wird als hochgewachsene, zierliche und stets kränklich wirkende Frau mit freiem Oberkörper dargestellt, die in der Nähe von Friedhöfen und Flüssen umherwandeln soll. In älteren Überlieferungen sollen Begegnungen mit ihr eher zufällig gewesen sein, in moderneren Sagen erscheint sie vorgeblich schwangeren Frauen, um sie vor einer Fehl- oder gar Totgeburt zu warnen. In abweichenden Legenden erscheint sie als wirr und wild dreinblickende Frau, die Säuglinge und Kleinkinder entführt, wenn sie unbeaufsichtigt bleiben. Es heißt, die Ubume sei auf der Suche nach Ersatz für ihre eigenen, tot geborenen Kinder. Frauen, die während einer Schwangerschaft oder Geburt starben, wird nachgesagt, dass sie selbst zu einer Ubume werden könnten, auf ewig dazu verdammt, ihre versäumte Mutterschaft zu bedauern.

## Ursprung und Legenden
Legenden und Anekdoten um die Figur der Ubume sind seit langer Zeit überliefert. Sie erscheinen bereits in frühen Werken wie dem Konjaku Monogatari-shū (今昔物語集; Geschichtensammlung von Einst und Jetzt) von Toba Sōjō aus dem Jahr 1126, wo die Ubume noch als verhältnismäßig harmloses Geistwesen beschrieben wird. Eine frühe Überlieferung erzählt von herzlosen Samurai, die der Ubume begegnen und ihr das Baby wegnehmen wollen. Daraufhin verwandelt sich das vermeintliche „Baby“ in ein Knäuel aus verdorrendem Laub und die Ubume verschwindet vor den Augen der Samurai (allerdings nicht ohne die Männer vorher zu verfluchen). Diese Legende findet sich, nur leicht abgewandelt, in späteren Schriften wie dem Wakan Sansai Zue (和漢三才図会; „Chinesisch-japanisches Nachschlagewerk“) von Terajima Ryōan aus dem Jahr 1712 wieder. Eine weitere Legende rät bis heute, der Ubume den Gefallen zu tun, ihr Baby zu halten und ein kurzes Gebet zu sprechen. Die Ubume werde dem guten Menschen danken und ihn und seine Nachkommen segnen. Die Ubume erscheint auch in dem Werk Hyakkai Zukan (百怪図巻; Bilderkatalog der Monster) von Sawaki Suushi aus dem Jahr 1737 und in Toriyama Sekiens berühmtem Werk Gazu Hyakki Yagyō (画図百鬼夜行; Bilderbuch der Nachtparade der 100 Dämonen) aus dem Jahr 1776. Sekiens Abbildung scheint von der Legende aus dem Konjaku Monogatari-shū inspiriert worden zu sein. Seit der ausgehenden Meiji-Zeit werden menstruierende Mädchen und gerade Mutter gewordene Frauen eindringlich gewarnt, ihre blutige Unterwäsche offen herumliegen zu lassen, schon gar nicht im Freien – nicht nur aus hygienischen Gründen, sondern weil dies neidische und verzweifelte Dämonenmütter wie die Ubume anlocken könnte. Die Gestalt der Ubume hat auch Eingang in traditionelle Kabuki-Theater und Mangas gefunden.

## Hintergrund
Folkloristen wie Noburo Miyata und Michael Dylan Foster vermuten hinter der Figur der Ubume zwei gesellschaftlich-psychologische Hintergründe und Motive: Zum einen repräsentiere sie die „Übermutter“, die ihr eigenes Leben opfert, damit ihr Kind weiterleben kann. Zum anderen stehe sie, besonders in ihrer Yōkai-Form, für die Furcht vor Kindesverlust und unüberwindbarer Trauer um den bereits erfolgten Verlust des eigenen Kindes. Dies spiegele sich in dem ihr nachgesagten Verhalten wider, anderer Mütter Kinder zu rauben, nur um ihre eigene Leere zu füllen. Besonders in früheren Jahrhunderten, bevor es moderne Krankenhäuser und fortschrittliche Medikamente gab, waren Totgeburten und plötzliche Kindstode nicht selten. Deshalb wurden verschiedenste Gottheiten angerufen und schwangeren Frauen Talismane aller Art überreicht, um eine sichere Geburt und glückliche Mutterschaft zu gewährleisten. Wenn eine Frau während der Schwangerschaft oder Geburt starb, wurde der Fötus rituell entfernt, der Mutter in den Schoß gelegt oder eine magische, gesegnete Puppe mit ins Grab gegeben. Dieser buddhistische Brauch wurde aus einer chinesischen Tradition übernommen.
In der chinesischen Folklore existiert ein Wesen namens Taufūn-yaó, das im Japanischen Ubumetori (産女鳥; „Schwiegermutter-Vogel“) heißt und als unschuldig aussehender Vogel, meist als Möwe, beschrieben wird. Der chinesischen Überlieferung nach sei dieser Vogel der Geist einer von Verzweiflung und Neid zerfressenen Frau, die während der Geburt ihres Kindes gestorben sei. Nun suche sie nach ihrem Kind und tagsüber tarne sie sich als unscheinbarer Vogel. Während der Nacht werfe sie ihre Federn ab und verwandele sich in eine Kinder raubende Hexe: Solange sie ihr eigenes Kind nicht finden könne, suche sie sich anderer Mütter Kinder als Ersatz. Die Figur des Schwiegermutter-Vogels wurde, gemeinsam und zeitgleich mit der Figur der Ubume selbst, bereits in früheren Jahrhunderten in die japanische Folklore übernommen. Der Vogeldämon ist bis heute in verschiedenen japanischen Präfekturen bekannt und gefürchtet, so zum Beispiel in der Präfektur Shiga und in der Präfektur Niigata, wo das Vogelwesen Ubu heißt.